# Laminazione a caldo

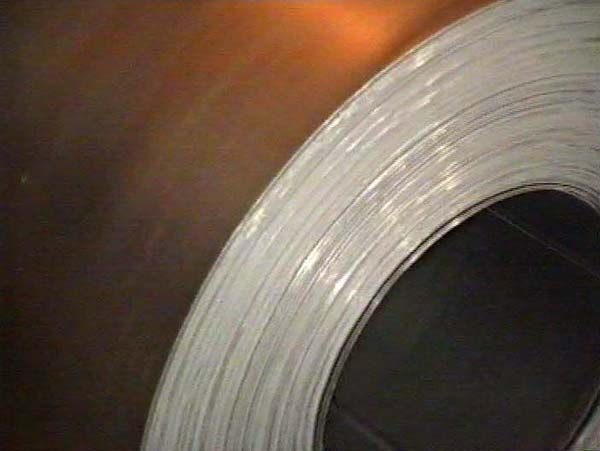
Laminazione a caldo

La laminazione a caldo è un processo di lavorazione meccanica ad alta temperatura eseguito per ridurre lo spessore della lamiera o il diametro del tondo di acciaio. Fa parte delle lavorazioni per deformazione plastica.

## Materiali usati e loro preparazione
Il materiale di partenza può essere una bramma, un blumo (ormai in disuso) o billetta, ottenuti dalla solidificazione dell'acciaio in appositi impianti di colata continua; il materiale di partenza viene riscaldato e dev'essere portato alla temperatura di massima plasticità.

## Lavorazione
Il processo consiste nel far passare il materiale tra una coppia di rulli tenuti ad una distanza minore dello spessore del materiale.
Tali rulli sono in realtà delle gabbie di laminazione, che insieme alle spalle che le sorreggono ed alla platea (la parte superiore della gabbia) formano il nucleo della gabbia.
Questo nucleo è inserito a sua volta in un contenitore che appoggia sul basamento stesso della gabbia di laminazione; in questo modo il materiale è costretto a ridursi di spessore (laminarsi) e si ottiene di conseguenza un allungamento nel verso di laminazione.
Per raggiungere lo spessore finale del materiale voluto può essere necessario eseguire più volte il processo procedendo per riduzioni successive.

### Lavorazioni particolari
Nel caso di laminazione di profili (tondo re-bar per l'edilizia, travi IPE, UPN, HE, ecc.) la forma finale della sezione viene ottenuta costringendo il materiale in laminazione a passare attraverso cilindri di laminazione appositamente scanalati; per questa speciale lavorazione esistono i laminatoi reversibili.

## Post-Lavorazione
Parte fondamentale del processo è quella del raffreddamento controllato, che avviene su apposite placche di raffreddamento; tali placche sono dotate di un sistema di rastrelli che ne permette il raffreddamento controllato e graduale prima dell'evacuazione e dell'impacchettamento effettuati precedentemente all'avvolgimento del coil o dello stoccaggio della lamiera; tale operazione permette la formazione della struttura cristallina più idonea all'impiego che ne seguirà.

### Curiosità
- Nella fase di raffreddamento all'uscita delle gabbie finitrici, nelle linee di laminazione più moderne, il lamierino prodotto arriva ad una velocità di circa 70 km/h.

- In certi laminatoi la velocità finale di un prodotto laminato, come ad esempio un tondino di acciaio di diametro 5,5 mm, può arrivare a 120 m/s (430 km/h)SMS-Meer(c).

## Tipologie di laminatoi
I laminatoi si distinguono per il loro metodo di laminazione:

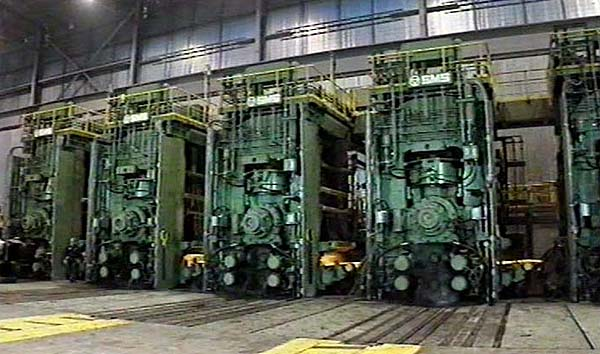
Laminatoi disposti in un treno di laminazione

I laminatoi a treno (o linee di laminazione) sono dei laminatoi continui che presentano una serie di coppie di rulli successivi (gabbie di laminazione) posizionati a diverso interasse via via decrescente per ottenere il risultato finale procedendo sempre in un solo verso. Il materiale entra alla testa dell'impianto sotto forma di semilavorato ad alto spessore (generalmente di provenienza diretta da colata oppure da estrusione) e viene affinato per passaggi successivi fino ad ottenere lo spessore richiesto. Le lamiere risultanti da processi di laminazione a caldo sono note anche come "lamiera da treno" e sono generalmente considerati semilavorati industriali da lavorare successivamente tramite laminazione a freddo o da utilizzare per carpenteria pesante.
I laminatoi reversibili invece, permettono al materiale di procedere avanti-indietro più volte riducendo la luce di passaggio tra i rulli ogni volta.